# Les James (cầu thủ bóng đá)
Leslie George James (3 tháng 5 năm 1933 - 26 tháng 3 năm 2014) là một cầu thủ bóng đá nghiệp dư người Anh thi đấu ở vị trí tiền đạo ở Football League cho Darlington. Ông gia nhập Darlington từ Kington Town vào tháng 5 năm 1953, có màn ra mắt ở vòng đầu tiên của mùa giải 1953-54, trong trận hòa 1-1 trên sân khách trước Chesterfield, và thi đấu thêm 3 trận ở Third Division North.